# Bob Bindig
Bob Bindig né le 21 décembre 1920 et mort le 6 novembre 2007, est un auteur de comics et un publicitaire.

## Biographie
Bob Bindig naît le 21 décembre 1920. Dans les années 1930, il suit des cours en art à la Buffalo Technical High School. Alors qu'il se prépare à postuler pour un emploi chez Disney, il est appelé à l'armée et envoyé en Corée. Il rejoint le corps médical de l'armée avant d'être placé dans le département artistique pour le gouvernement militaire. En Corée il crée pour un journal local un comic strip muet intitulé The Mischievous Twin Bears. Lorsqu'il revient aux États-Unis, il se met à travailler dans la publicité et devient un des directeurs artistiques les plus reconnus. Dans les années 1980, il crée le personnage de Buster Bison pour les Bisons de Buffalo. En 1985, Binding quitte la publicité et crée la série The Adventures of the Big Boy. En 1995, il prend définitivement sa retraite. Il meurt le 6 novembre 2007.

## Récompenses
Prix Inkpot en 1982.